# Copa Real Federación Española de Fútbol (fase autonómica de Andalucía Oriental y Melilla)
La fase autonómica de Andalucía Oriental y Melilla de la Copa Real Federación Española de Fútbol, también conocida simplemente como Copa de Andalucía Oriental y Melilla, es una competición de fútbol de carácter oficial celebrada y organizada por la Federación Andaluza de Fútbol. En ella participan los equipos de Andalucía Oriental y Melilla. El único equipo que ha resultado campeón en representación de este torneo es el Real Jaén que lo hizo en la edición de 2008-09, además de ganarla también en 1951-52 cuando las fases regionales no existían.

## Historia
En la temporada 1993-94 se recuperó la Copa Federación, por lo que el formato del torneo cambió y se instauró una fase regional antes de una nacional. A esta fase regional se accede mediante inscripción voluntaria entre los equipos que no jueguen la Copa del Rey. En función de los equipos inscritos se decide el sistema de competición, y el campeón obtiene un premio en metálico y la clasificación para la fase nacional, representando a Andalucía Oriental y Melilla.
La Copa RFEF actual, no es considerada por la RFEF como la original, que se disputó entre los años 1944 y 1953, solo jugándose en la última edición una fase clasificaría mediante una liguilla, que comprendía a toda Andalucía que fue ganada por el Xerez Club Deportivo. 
Aunque es cierto que esta fase autonómica abarca a Andalucía Oriental y Melilla, solo han participado equipos andaluces.
Esta copa, no es realmente la sustituta de la  Copa de Andalucía, que no se disputa desde 1940, aunque cabe destacar que en 2015 tras fracasar su reinvento de recuperarla, se jugó un partido amistoso entre el CD Gerena campeón de la Fase Occidental y el Linares Deportivo campeón de la Fase Oriental, ganado el Linares por 3-1.
El equipo con más campeonatos autonómico es el Marbella FC.
A partir del invierno de 2020, se crea la Copa RFAF. La primera Copa se celebró en la Temporada 2020/21. 
La competición la jugarían los cuatro primeros clasificados, no ascendidos, de los grupos IX-A, IX-B, X-A y X-B de la Tercera División de España, quedando excluidos los filiales.1
Se enfrentarán de cada grupo, el primero contra el cuarto y el segundo contra el tercero en una eliminatoria a doble partido. Los ganadores jugarán una final a cuatro en una sede neutral, y serán los dos finalistas los que se beneficien de la posibilidad de jugar la Copa Real Federación Española de Fútbol.

## Historial
| Temporada | Edición      | Campeón              | Ida                           | Vuelta                        | Subcampeón                    |
| --------- | ------------ | -------------------- | ----------------------------- | ----------------------------- | ----------------------------- |
| 1993-94   | 1.ª edición  | Atarfe Industrial CF | -                             | -                             | -                             |
| 1994-95   | 2.ª edición  | UD Maracena          | 0-0                           | 2-1                           | CD Fuengirola                 |
| 1995-96   | 3.ª edición  | CP Almería           | 4-0                           | 3-1                           | Antequera CF                  |
| 1996-97   | 4.ª edición  | UD Maracena          | -                             | -                             | -                             |
| 1997-98   | 5.ª edición  | Guadix CF            | 2-2                           | 4-3                           | Málaga CF                     |
| 1998-99   | 6.ª edición  | CD Villanueva        | -                             | -                             | -                             |
| 1999-00   | 7.ª edición  | RB Linense           | -                             | -                             | -                             |
| 2000-01   | 8.ª edición  | -                    | -                             | -                             | -                             |
| 2001-02   | 9.ª edición  | Torredonjimeno CF    | -                             | -                             | -                             |
| 2002-03   | 10.ª edición | UD Marbella          | -                             | -                             | -                             |
| 2003-04   | 11.ª edición | Granada CF           | 2-3                           | 2-0                           | Juventud de Torremolinos CF   |
| 2004-05   | 12.ª edición | UD Marbella          | 4-1                           | 0-2                           | Motril Club de Fútbol         |
| 2005-06   | 13.ª edición | Real Jaén            | 1-0                           | 0-1(pen 4-3)                  | Club Deportivo Linares        |
| 2006-07   | 14.ª edición | UD Marbella          | 3-2                           | 2-2                           | Club Atlético Malagueño       |
| 2007-08   | 15.ª edición | UD Marbella          | 1-0                           | 0-0                           | CD Roquetas                   |
| 2008-09   | 16.ª edición | Real Jaén            | 2-0                           | 4-1                           | UD Marbella                   |
| 2009-10   | 17.ª edición | CD Roquetas          | Único equipo que se inscribió | Único equipo que se inscribió | Único equipo que se inscribió |
| 2010-11   | 18.ª edición | CD Ronda             | 0–1                           | 2–1                           | CD Roquetas                   |
| 2011-12   | 19.ª edición | UD Almería B         | 2-1                           | 2-0                           | Loja CD                       |
| 2012-13   | 20.ª edición | UD Almería B         | Único equipo que se inscribió | Único equipo que se inscribió | Único equipo que se inscribió |
| 2013-14   | 21.ª edición | UD Almería B         | 2-0                           | 2-1                           | Granada CF B                  |
| 2014-15   | 22ª edición  | Linares Deportivo    | 2–0                           | 0–3                           | Granada CF B                  |
| 2015-16   | 23.ª edición | Loja CD              | 1–1                           | 2–1                           | Granada CF B                  |
| 2016-17   | 24ª edición  | Linares Deportivo    | 1-0                           | 4-2                           | Loja CD                       |
| 2017-18   | 25ª edición  | CD Huétor Tájar      | Único equipo que se inscribió | Único equipo que se inscribió | Único equipo que se inscribió |
| 2018-19   | 26ª edición  | CD Huétor Tájar      | 1-1                           | 1-0                           | Club Atlético Malagueño       |
| 2019-20   | 27ª edición  | Vélez CF             | Único equipo que se inscribió | Único equipo que se inscribió | Único equipo que se inscribió |
| 2020-21   | 28ª edición  | -                    | -                             | -                             | -                             |
| 2021-22   | 29ª edición  | U. D. Melilla        | Único equipo que se inscribió | Único equipo que se inscribió | Único equipo que se inscribió |
| 2022-23   | 30ª edición  | U. D. Melilla        | Único equipo que se inscribió | Único equipo que se inscribió | Único equipo que se inscribió |
| 2023-24   | 31ª edición  | Atlético Melilla     | Único equipo que se inscribió | Único equipo que se inscribió | Único equipo que se inscribió |
| 2024-25   | 32ª edición  | U. D. Melilla        | Único equipo que se inscribió | Único equipo que se inscribió | Único equipo que se inscribió |

## Palmarés

### Palmarés por club
| Equipo               | Campeonatos | Años campeón                       |
| -------------------- | ----------- | ---------------------------------- |
| UD Marbella          | 4           | 2003-04, 2005-06, 2007-08, 2008-09 |
| UD Almería B         | 3           | 2012-13, 2013-14, 2014-15          |
| UD Melilla           | 3           | 2021-22, 2022-23, 2024-25          |
| UD Maracena          | 2           | 1995-96, 1997-98                   |
| Real Jaén            | 2           | 2006-07, 2009-10                   |
| Linares Deportivo    | 2           | 2014-15, 2016-17                   |
| CD Huétor Tájar      | 2           | 2017-18, 2018-19                   |
| Atarfe Industrial CF | 1           | 1994-95                            |
| CP Almería           | 1           | 1996-97                            |
| Guadix CF            | 1           | 1998-99                            |
| CD Villanueva        | 1           | 1999-00                            |
| RB Linense           | 1           | 2000-01                            |
| Torredonjimeno CF    | 1           | 2002-03                            |
| Granada CF           | 1           | 2004-05                            |
| CD Roquetas          | 1           | 2010-11                            |
| CD Ronda             | 1           | 2011-12                            |
| Loja CD              | 1           | 2015-16                            |
| Vélez CF             | 1           | 2019-20                            |
| Atlético Melilla     | 1           | 2023-24                            |

### Palmarés por provincias
| Provincia            | Campeonatos | Clubes                                                                                     |
| -------------------- | ----------- | ------------------------------------------------------------------------------------------ |
| Provincia de Granada | 8           | UD Maracena (2), CD Huétor Tájar (2), Atarfe Industrial CF, Guadix CF, Granada CF, Loja CD |
| Provincia de Málaga  | 6           | UD Marbella (4), CD Ronda, Vélez CF                                                        |
| Provincia de Jaén    | 5           | Real Jaén (2), Linares (2), Torredonjimeno CF                                              |
| Provincia de Almería | 5           | UD Almería B (3), CP Almería, CD Roquetas                                                  |
| Melilla              | 4           | UD Melilla (3), Atlético Melilla                                                           |
| Provincia de Córdoba | 1           | CD Villanueva                                                                              |
| Provincia de Cádiz   | 1           | RB Linense                                                                                 |

## Trayectoria en fase nacional
| Equipo         | 93–94 | 94–95 | 95–96 | 96–97 | 97–98 | 98–99 | 99–00 | 00–01 | 01–02 | 02–03 | 03–04 | 04–05 | 05–06 | 06–07 | 07–08 | 08–09 | 09–10 | 10–11 | 11–12 | 12–13 | 13–14 | 14–15 | 15–16 | 16–17 | 17–18 | 18–19 | 19–20 |
| -------------- | ----- | ----- | ----- | ----- | ----- | ----- | ----- | ----- | ----- | ----- | ----- | ----- | ----- | ----- | ----- | ----- | ----- | ----- | ----- | ----- | ----- | ----- | ----- | ----- | ----- | ----- | ----- |
| Almería B      |       |       |       |       |       |       |       |       |       |       |       |       |       |       |       |       |       |       | 1/16  | 1/16  | 1/16  |       |       |       |       |       |       |
| Atarfe         | 1R    |       |       |       |       |       |       |       |       |       |       |       |       |       |       |       |       |       |       |       |       |       |       |       |       |       |       |
| CD Linares     |       |       |       |       |       |       |       |       |       |       |       |       |       |       | 1/8   | 1/16  |       |       |       |       |       |       |       |       |       |       |       |
| Comarca Níjar  |       |       |       |       |       |       |       |       |       |       |       |       |       |       |       |       |       |       | 1/8   |       |       |       |       |       |       |       |       |
| CP Almería     |       |       | 1R    |       |       |       |       |       |       |       |       |       |       |       |       |       |       |       |       |       |       |       |       |       |       |       |       |
| Granada Atco   |       |       |       |       |       |       |       |       |       |       |       |       |       |       | RP    |       |       |       |       |       |       |       |       |       |       |       |       |
| Granada CF     |       |       |       |       |       |       |       |       | 1/16  |       | 1/8   |       |       | 1/8   |       | 1/4   |       |       |       |       |       |       |       |       |       |       |       |
| Granada CF B   |       |       |       |       |       |       |       |       |       |       |       |       |       |       |       |       |       |       |       |       |       |       | 1/16  |       |       |       |       |
| Guadix CF      |       |       |       |       | 1/8   |       |       |       |       |       |       |       |       |       |       |       |       |       |       |       |       |       |       |       |       |       |       |
| Huétor Tájar   |       |       |       |       |       |       |       |       |       |       |       |       |       |       |       |       |       |       |       |       |       |       |       |       | 1/16  | 1/16  |       |
| Real Jaén      |       |       |       |       |       |       |       |       |       |       |       |       | 1/8   |       |       | C     | 1/16  |       |       |       |       |       |       |       |       |       |       |
| Linares Dptvo  |       |       |       |       |       |       |       |       |       |       |       |       |       |       |       |       |       |       |       |       |       | SF    |       | 1/8   |       |       |       |
| RB Linense     |       |       |       |       |       |       | 1/4   |       |       |       |       |       |       |       |       |       |       |       |       |       |       |       |       |       |       |       | 1/4   |
| Loja CD        |       |       |       |       |       |       |       |       |       |       |       |       |       |       |       |       |       |       |       | 1/8   |       |       |       |       |       |       |       |
| Mancha Real    |       |       |       |       |       |       |       |       |       |       |       |       |       |       |       |       |       | 1/16  |       |       |       |       |       | 1/16  |       |       |       |
| Marbella       |       |       |       |       |       |       |       |       | SF    | 1/8   |       | 1/8   | 1/4   | 1/16  | 1/4   |       |       |       |       |       |       | 1/8   |       |       |       | 1/16  |       |
| Maracena       |       | 1/8   |       | RP    |       |       |       |       |       |       |       |       |       |       |       |       |       |       |       |       |       |       |       |       |       |       |       |
| Torredonjimeno |       |       |       |       |       |       |       |       | 1/8   |       |       |       |       |       |       |       |       |       |       |       |       |       |       |       |       |       |       |
| Ronda          |       |       |       |       |       |       |       |       |       |       |       |       |       |       |       |       |       | 1/8   |       |       |       |       |       |       |       |       |       |
| Roquetas       |       |       |       |       |       |       |       |       |       |       |       |       |       |       |       |       | 1/8   |       |       |       |       |       |       |       |       |       |       |
| Vélez CF       |       |       |       |       |       |       |       |       |       |       |       |       |       |       |       |       |       |       |       |       |       |       |       |       |       |       | 1/16  |

En negrita los campeones de la fase regional.